# 池田光咲
池田 光咲（いけだ みさき、1990年10月22日 - ）は、日本の女性ファッションモデル・女優。スターダストプロモーション所属。福井県福井市出身。

## 略歴
- 2005年3月、ティーン誌『Hana*chu→』4月号で新モデルとして登場、当時中学2年生であった。以後、専属モデルを務める。北乃きい、三浦萌、高橋和美、福永真梨佳、奥谷侑加が同期であった。
- 2006年、中学校卒業と同時期に、『Hana*chu→』を卒業。同年7月、アイドルグループのPower Age（2009年5月に解散）に加入。
- 2007年、ドラマ「ライフ」で連続ドラマに初出演。『Hana*chu→』の同期である北乃きい、高橋和美と共演した。
- 2007年10月6日公開の映画「アリーナロマンス」で映画初主演。

### その他
- 小学2年生の時に全国沖縄アクターズスクールオーディションに出場。中部地区の6千人を超える激戦を勝ち抜き、日本武道館へ。全国各地から選ばれた72人に入り、最終審査で特別賞受賞。地元の福井で新聞やTV番組（ドキュメント）にも取り上げられた。

## 出演

### 雑誌
- 小学六年生
- My Birthday
- Hana*chu→（2005年 - 2006年） - 専属モデル
- Popteen

### テレビ

#### ドラマ
- 金曜エンタテイメント「元泥・助川六郎のご町内防犯パトロール」（2005年、フジテレビ） - 助川恵　役
- 天才てれびくんMAX「フォーチューンクッキー」（2005年6月20日 - 23日、NHK）
- ライフ（2007年6月30日 - 9月15日、フジテレビ） - 野村みさき 役
- ミラクルボイス（2008年1月3日、TBS）
- 月曜ゴールデン 湯けむりバスツアー 桜庭さやかの事件簿シリーズ（2009年 - 、TBS） - 桜庭瞳 役
- 猿ロック Episode3-2（2009年9月3日、読売テレビ） - 女子生徒 役
- 塚原卜伝 第1話（2011年11月2日、NHK BSプレミアム） - 村娘 役
- ストロベリーナイト アフター・ザ・インビジブルレイン「東京」（2013年1月26日、フジテレビ） - 篠和恵 役
- 金曜ロードSHOW! チープ・フライト（2013年3月1日、日本テレビ） - 候補生 役
- 僕のいた時間 第4話（2014年1月29日、フジテレビ） - 鶴田ゆり 役
- 松本清張二夜連続ドラマスペシャル・第二夜 松本清張「霧の旗」（2014年12月7日）

#### リポーター
- 『ウエンズデー J-POP』（NHK-BS2）

### 映画
- 渋谷区円山町（2007年）
- アリーナロマンス（2007年） - 芹沢舞華 役（初主演）
- memo（2008年） - 横山 役
- あぜみちジャンピンッ!（2011年） - 庄田ジュリ 役
- FASHION STORY -Model-（2012年）
- TERROR OF HOUSE（2015年、角田裕秋監督） - 野々村美咲役

### CM
- バンダイ「ハートフルコミューン」（2005年）
- 「STOP！未成年飲酒プロジェクト」（2006年）
- 国士舘大学 学校案内（2006年）
- KONAMI「ときめきメモリアルON LINE」（2006年）
- エイブル 企業CM（2006年）
- JR東日本「えきちか」（2007年）
- ジョンソン＆ジョンソン「アキュビューアドバンス」（2007年）
- 資生堂「シーブリーズ」（2007年）
- ユニクロ「UNIQLOCK」（2007年 - ）
- 武田薬品工業「アリナミン」（2011年）
- 森永乳業「MOW」（2011年）
- サントリー「鏡月」（2013年 - ）
- P&G「ボールド」（2014年）

### プロモーションビデオ
- GReeeeN 「扉」
- GReeeeN 「旅人」
- FUNKY MONKEY BABYS 「それでも信じてる」
- GReeeeN 「夢」

### 舞台
- ドラマデザイン社「ガールズ・プリズン・オペラ」（2012年6月27日 - 7月1日、テアトルBONBON）
- ストレイドッグProduce「へなちょこヴィーナス」（2012年9月11日 - 16日、テアトルBONBON）
- 銀河劇場「3150万秒と、少し」（2013年2月15日 - 24日、天王洲銀河劇場）
- 劇団TEAM-ODAC「真っ白な図面とタイムマシン」（2014年3月8日 - 16日、青山円形劇場）
- こゆび侍 第13回本公演「やぶれた虹のなおしかた」（2015年6月17日 - 21日、駅前劇場）